# Momtaz Begum (Sängerin)

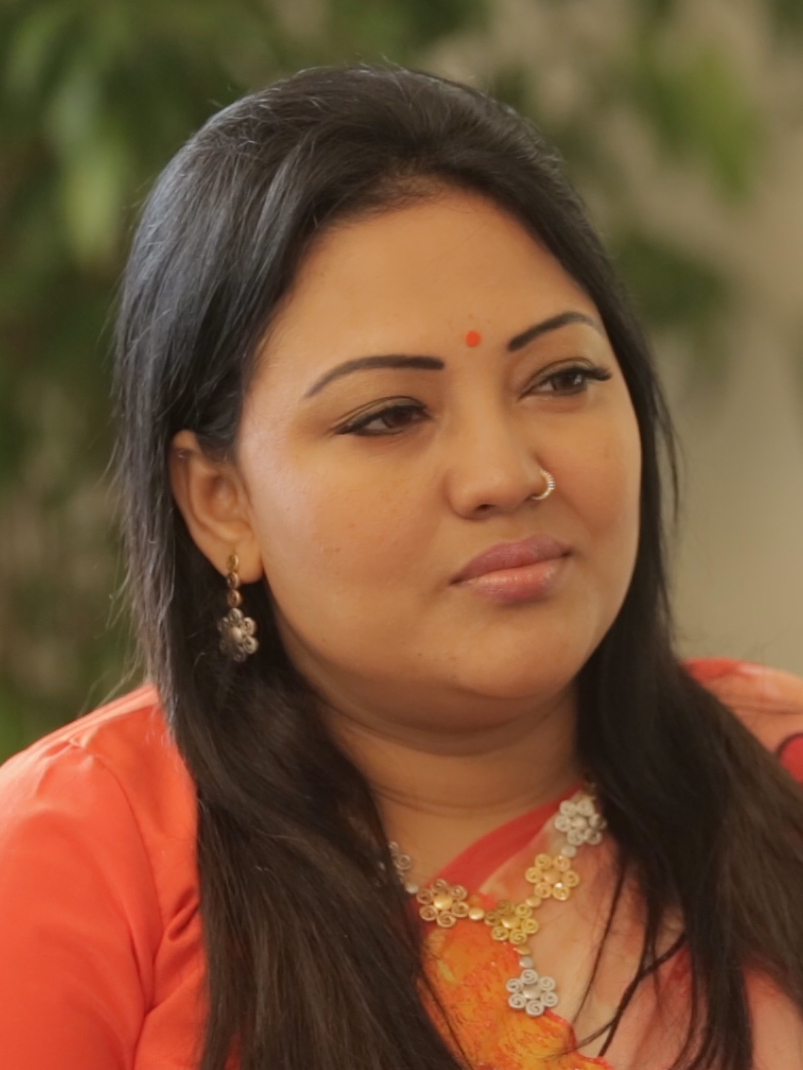
Momtaz Begum 2017

Momtaz Begum (bengalisch মমতাজ বেগম, geb. 5. Mai 1974, Joymontop im Singair Upazila) ist eine Volkssängerin und Mitglied der Jatiya Sangsad in Bangladesch für den Wahlkreis Manikganj-2 seit 2014. Sie hatte einen Reserved Women’s Seat-21 von 2009–2013. Sie gilt als „The Music Queen“, Sie hat etwa 700 Alben eingespielt. Unter anderem die Alben Return Ticket, Ashol Boithoki, Murshider Talim und Ronger Bazar.
Begum hat drei Mal den Bangladesh National Film Award for Best Female Playback Singer gewonnen für die Filme Nekabborer Mohaproyan (2014), Swatta (2017) und Maya: The Lost Mother (2019). Im Jahr 2021 erhielt sie in einem umstrittenen Prozess die Ehrendoktorwürde der Global Human Peace University in Tamil Nadu, Indien.

## Leben

### Jugend
Begum wurde am 5. Mai 1974 im Dorf Joymontop im Singair Upazila, im Distrikt Manikganj. Die Eltern waren Uzala Begum und Modhu Boyati, ein Baul-Sänger. Sie verbrachte viel Zeit in ihrer Kindheit beim Lernen von Musik von ihrem Vater. Sie nahm auch Unterricht bei Razzak Dewan und Abdur Rashid Sorkar.
Schon als Kind begleitete Begum ihren Vater, zuerst als Zuhörerin und bald darauf als Mitsänger. Die dargebotenen Lieder lassen sich den Stilen Marfati, Boithoki und Murshidi, dem Genre mystischer Lieder zugeordnet werden.

### Karriere
Zunächst wurden Begums Alben vollständig von ihr selbst finanziert. Nachdem diese populär wurden, wurde sie von Produzenten engagiert, um weitere Aufnahmen zu machen, obwohl ihre Bezahlung normalerweise eine sehr niedrige Pauschalgebühr war und der Vertrag vorsah, dass diese zurückgezahlt werden musste, wenn sich diese nicht gut verkauften. Allerdings waren ihre Alben in der Regel fast sofort ausverkauft und innerhalb kürzester Zeit war sie sehr beschäftigt; sie nahm oft zwei Songs pro Tag auf. In einem Interview mit der bangladeschischen Tageszeitung „Daily Star“ erklärte sie: „Früher bekam ich die Texte und die Musikstücke erst Minuten vorher durchgereicht und es gab kaum Zeit für die Proben und ich musste alles am Stück aufnehmen.“
Begum wurde 2008, 2014 und 2018 für den Wahlkreis Manikganj-2 als Parlamentsabgeordnete gewählt. Allerdings verlor sie 2024 die Wahlen zur Nationalversammlung im selben Wahlkreis.
Sie lebt in Mohakhali DOHS, Dhaka.

## Wohltätigkeitsarbeit
Begum richtete mit Unterstützung von ORBIS International in ihrem Heimatdorf Joymontop das „Momtaz Eye Hospital“ mit 50 Betten ein. Das Krankenhaus wurde zum Gedenken an ihren Vater Modhu Boyati gegründet, der sein Augenlicht verlor, da er sich aus Armut eine Kataraktoperation nicht leisten konnte.

## Kontroversen

### Vertragsbruch und Betrugsvorwurf
In Indien wurden zu unterschiedlichen Zeitpunkten vier Haftbefehle gegen Begum wegen Vertragsbruchs und Betrugsvorwürfen erlassen. Im Dezember 2008 erhielt sie Rs. 1,4 Mio. für eine Veranstaltung in Murshidabad, trat dort aber nicht auf. Dies führte zu einer Klage gegen sie beim Chief Judicial Magistrate Court von Murshidabad, die später vor dem Calcutta High Court von Kalkutta landete. Der letzte Haftbefehl gegen sie wurde am 9. August 2023 erlassen.

### Führung eines gefälschten Hochschulabschlusses
2021 erhielt Begum die Ehrendoktorwürde der Global Human Peace University. Berichten zufolge verfügte die Universität jedoch nicht über eine Akkreditierung durch die University Grants Commission von Indien. Gemäß dem UGC Act von 1956 können nicht akkreditierte Universitäten keinen Abschluss verleihen oder gewähren. Indische Strafverfolgungsbehörden haben mehrmals ähnliche, nicht akkreditierte Universitäten durchsucht und dabei gegen Geld gefälschte Ehrendoktortitel konfisziert. Die Verleihung des Ehrendoktors an Momtaz Begum löste im Land Kritik aus. Sie wies den Vorwurf jedoch zurück und sagte, dass ihr die Universität nicht „falsch“ vorkomme.